# Bob Brier
Pour les articles homonymes, voir Brier (homonymie).
Bob Brier (Robert Brier), né le 13 décembre 1943 dans le Bronx à New York, est un égyptologue américain spécialisé dans la paléopathologie et professeur de philosophie à l'université de Long Island. Il possède un doctorat en philosophie.

## Biographie
Bob Brier est né et grandit dans le Bronx à New York. Il obtient son baccalauréat au Hunter College de New York. En 1970 il obtient un doctorat en philosophie de l'université de Caroline du Nord à Chapel Hill puis commence à enseigner à l'université de Long Island en 1972. Il est président du département de philosophie de 1981 à 1996.

## Travaux et recherches
En 1994, Bob Brier et le médecin Ronald Wade tentent une première mondiale : momifier un cadavre selon les techniques des anciens Égyptiens.

« Notre momie se porte très bien. Il n'y a aucun signe de détérioration » déclarera Bob Brier.
Il revient l'observer une fois par an dans sa chambre à température constante. Elle se trouve actuellement à l'université du Maryland. À la suite de cette expérience, le surnom de « Mr. Mummy » sera donné à Bob Brier.
En 2007, la momie de Brier sert d'entrainement à l'anthropologue Angelique Corthals qui se prépare à extraire l'ADN de la momie d'Hatchepsout.
Bob Brier appuie les recherches de Henri et Jean-Pierre Houdin sur une théorie d'édification des grandes pyramides égyptiennes basée sur l'utilisation d'une double rampe frontale et d'une rampe intérieure. Jean-Pierre Houdin n'étant pas autorisé à monter sur la pyramide, c'est lui qui prendra les photographies de la cavité baptisée « Bob's room » dans la pyramide de Khéops[réf. nécessaire]. Cette découverte a été très utile à Jean-Pierre Houdin pour la démonstration de sa théorie d'une rampe interne pour la construction de la grande pyramide.

## Publications
- Bob Brier, Ancient Egyptian Magic, 1980.
- Bob Brier, Egyptian Mummies, 1994.
- Bob Brier, Encyclopedia of Mummies, 1998.
- Bob Brier, The Murder of  Tutankhamen : A True Story, 1998.
- Bob Brier, Daily Life in Ancient Egypt, 1999.
- Bob Brier et Jean-Pierre Houdin, Le secret de la Grande Pyramide, Fayard, 2008.

## Sources
- Page de Bob Brier sur le site de l'université de Long Island
- Revue Ça m'intéresse, n° 334